# Anthemoctena textilis
Anthemoctena textilis är en fjärilsart som beskrevs av Hans Daniel Johan Wallengren 1933. Anthemoctena textilis ingår i släktet Anthemoctena och familjen mätare. Inga underarter finns listade i Catalogue of Life.